# Matic Kralj
Matic Kralj (* 15. Januar 1983 in Ljubljana, SR Slowenien) ist ein slowenischer Eishockeyspieler, der seit 2011 bei Coventry Blaze in der britischen Elite Ice Hockey League unter Vertrag steht.  

## Karriere
Matic Kralj begann seine Karriere als Eishockeyspieler in seiner Heimatstadt in der Nachwuchsabteilung von HDD Olimpija Ljubljana, in der er bis 2002 aktiv war. Zur Saison 2002/03 wechselte der Flügelspieler zu den Lubbock Cotton Kings aus der Central Hockey League, beendete diese jedoch bei Olimpija Ljubljana in der slowenischen Eishockeyliga. Von 2003 bis 2006 lief er für die Rio Grande Valley Killer Bees in der CHL auf, wobei er 2005 erneut am Saisonende für Olimpija Ljubljana in der slowenischen Eishockeyliga auf dem Eis stand. In der Saison 2006/07 trat er für den CHL-Teilnehmer Rocky Mountain Rage an. Die Saison 2007/08 begann er beim HK Slavija Ljubljana in Slowenien und beendete sie bei Alba Volán Székesfehérvár. Für Letztere trat er sowohl in der ungarischen Eishockeyliga als auch in der Österreichischen Eishockey-Liga an. In der Saison 2008/09 spielte er erneut in Slowenien, diesmal für den HDK Stavbar Maribor. 
Die Saison 2009/10 verbrachte Kralj bei den Newcastle Vipers aus der britischen Elite Ice Hockey League. Dort konnte er ebenso überzeugen wie in der folgenden Spielzeit beim HC Morzine-Avoriaz aus der französischen Ligue Magnus. Zur Saison 2011/12 kehrte der ehemalige Junioren-Nationalspieler in die EIHL zurück und schloss sich Coventry Blaze an, für das er seither spielt. 

### International
Für Slowenien nahm Kralj an der U18-Junioren-Weltmeisterschaft der Division II 2001 sowie der U20-Junioren-Weltmeisterschaft der Division I 2002 teil.

## Erfolge und Auszeichnungen
- 2001 Aufstieg in die Division I bei der U18-Junioren-Weltmeisterschaft der Division II